# Powder River Rustlers
Powder River Rustlers è un film del 1949 diretto da Philip Ford.
È un western statunitense con Allan Lane.

## Produzione
Il film, diretto da Philip Ford su una sceneggiatura di Richard Wormser, fu prodotto da Gordon Kay per la Republic Pictures e girato nell'Iverson Ranch a Chatsworth, Los Angeles, California, da metà agosto a fine agosto 1949. Il titolo di lavorazione fu Powder River.

## Distribuzione
Il film fu distribuito negli Stati Uniti dal 25 novembre 1949 al cinema dalla Republic Pictures.
Altre distribuzioni:
- in Brasile (Misterioso Desaparecido)
- in Cile (Cuatreros de Rio Polvo)

## Promozione
Le tagline sono:
- ROUGHER TOUGHER THAN EVER!
- "Rocky" finds his greatest adventure in one of the West's forgotten ghost towns!
- Thrills! Mystery! ADVENTURE! as "Rocky" makes a ghost town come to life!
- Gun-Fire sweeps a Ghost Town... as "Rocky" swings into action to smoke out a killer gang!
- ROCKY SMASHES LAND-GRAB SWINDLE!... and a ghost town leaps into wild and lusty life! Rough and roaring action with the West's toughest cowboy!